# Behind the Sun (Motorpsycho)
Behind the Sun è un album discografico in studio del gruppo musicale Motorpsycho, pubblicato nel marzo 2014.

## Tracce
1. Instrumental 1 – 3:58
2. Instrumental 2 – 3:42
3. Cloudwalker (a darker blue) – 6:06
4. Ghost – 6:38
5. On a Plate – 4:09
6. The Promise – 4:40
7. Kvæstor (incl. Where Greyhounds dare) – 7:09
8. Hell, part 4-6: Traitor/The Tapestry/Swiss Cheese Mountain – 12:21
9. Entropy – 7:23
10. The Magic & The Wonder (A Love Theme) – 4:41
11. Hell, part 7: Victim of Rock – 7:36

## Formazione
- Bent Sæther – voce, basso, chitarre
- Hans Magnus Ryan – voce, chitarre
- Kenneth Kapstad – batteria